# Ctenactis echinata
Ctenactis echinata is een rifkoralensoort uit de familie van de Fungiidae. De wetenschappelijke naam van de soort werd in 1766 voor het eerst geldig gepubliceerd door Peter Simon Pallas.